# Poliomintha
Poliomintha — рід ароматичних кущів чи напівкущів, що населяють Гаїті, південь США (Аризона, Колорадо, Нью-Мексико, Техас, Юта; вимер у Каліфорнії) й північ Мексики; ростуть у відкритих, підгірних або низовинних, часто ксеричних середовищах проживання.

## Біоморфологічна характеристика
Стебла численні, від голих до щільно-пухнастих, з простими або рідко дендроїдними волосками. Листки цілісні або зубчасті, залозисто-точкові. Суцвіття 3–7-квіткових щитків або квіток, рідко поодиноких, в пазухах приквіток. Чашечка ± актиноморфна і рівно 5-лопатева, або 2-губна (3/2) з нерівними частками, трубка циліндрична, пряма. Віночок бузковий чи від оранжевого до червоного, завдовжки 10–35 мм, 2-губий (2/3), задня губа виїмчаста, з капюшоном або плоска, передня губа розпростерта, серединна частка часто більша, трубка від короткої до видовженої. Тичинок 2. Горішки довгасті, завдовжки понад 1.5 мм, гладкі, не клейкі. 2n = 36.

## Види
Рід містить 8 видів: 
1. Poliomintha bustamanta B.L.Turner
2. Poliomintha conjunctrix Epling & Wiggins
3. Poliomintha dendritica B.L.Turner
4. Poliomintha glabrescens A.Gray ex Hemsl.
5. Poliomintha incana (Torr.) A.Gray
6. Poliomintha longiflora A.Gray
7. Poliomintha maderensis Henrard
8. Poliomintha marifolia (S.Schauer) A.Gray